# Azarah
Azarah (w transliteracji z pisma klinowego A-za-ra-aḫ, w transkrypcji Azaraḫ) – król Asyrii, w Asyryjskiej liście królów wymieniony jako jeden z 17 królów, którzy mieszkali w namiotach.